# Vima Mare, Maramureș

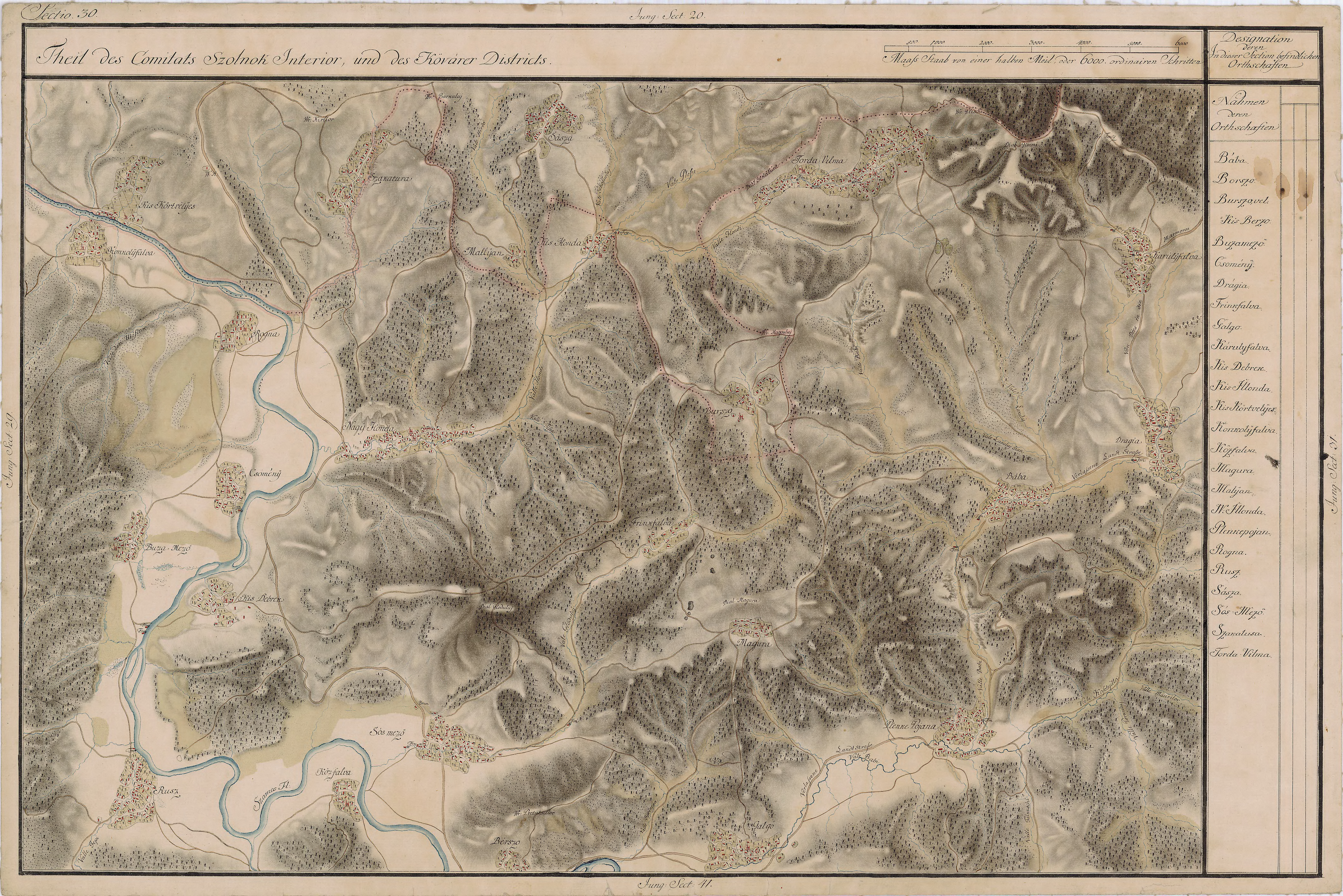
Vima Mare în Harta Iosefină a Transilvaniei, 1769-1773

Vima Mare este un sat în comuna Vima Mică din județul Maramureș, Transilvania, România.

## Etimologie
Etimologia numelui localității vine din antropicul maghiar „Vilm(any)” (< germ. Willhelm) + suf. top. -a, prin disimilarea lui -l- + determinantul „mare”.

## Istoric
Prima atestare documentară este din 1390 sub numele Vudma.

## Demografie
La recensământul din 2011, populația era de 396 locuitori.